# 雅各布·戈爾丁
雅各布·戈爾丁（1896年10月22日—1947年8月23日）出生於拉脫維亞的陶格夫匹爾斯，是一名猶太教的哲學家，對於法國後來的猶太思想，是重要的啟蒙神學家。

## 生平
他出生於1896年，1899年舉家搬遷到聖彼得堡，他從私人家教學習希伯來語，他的父親還教他塔木德，1911年想要進入大學，但是受限於猶太資格的名額受限，雅各布·戈爾丁因此自學古典阿拉伯語、敘利亞語。直到1914年才順利進入大學，當時對於赫爾曼·科恩的新康德主義有著濃厚的興趣。
1917年他接觸彼得·阿歷克塞維奇·克魯泡特金的無政府主義論述，又對於這個思想非常有興趣，不過後來學習卡巴拉之後，思想重心改以猶太思想教義為主。1924年考入猶太科學研究院，1929年還和納烏姆·戈德曼共同編寫德語版的猶太百科全書，不過因為阿道夫·希特勒就任帝國總理，德國開始了納粹主義主義的迫害，因此中斷這項事務，他也因此在1933年從柏林前往法國巴黎。
他到巴黎的時候，先在法國猶太神學院（SIF）教授中世紀猶太哲學的課程，1940年之後成為世界猶太聯盟（AIU）的圖書館員，1944年解放巴黎後持續留在巴黎，1947年逝世。